# Tamasopo (kommun)
Tamasopo är en kommun i Mexiko.   Den ligger i delstaten San Luis Potosí, i den centrala delen av landet, 270 km norr om huvudstaden Mexico City.
Följande samhällen finns i Tamasopo:
- Tamasopo
- San José el Viejo
- La Manzanilla
- Pozo del Sauz
- Agua Puerca
- Puerto Verde
- Rancho Nuevo
- El Carpintero
- La Palma
- El Aguacate
- El Sabinito Quemado
- Rincón de Ramírez
- Tanque del Borrego
- Kilómetro Cuatrocientos Setenta
- Huamúchil
- La Mojonera
- San Jerónimo
- Emiliano Zapata
- El Puerto de Rancho Nuevo
- Laguna de Gómez
- El Carrizo
- Buenavista
- Tierritas Blancas
- Santa Rosalía